# سرمست (تشنار)
سرمست (بالفارسية: سرمست) هي قرية تقع في إيران في قسم تشنار الريفي. يقدر عدد سكانها بـ 24 نسمة بحسب إحصاء 2016.